# 维拉姆加姆
维拉姆加姆（Viramgam），是印度古吉拉特邦Ahmadabad县的一个城镇。总人口53095（2001年）。

## 人口
该地2001年总人口53095人，其中男性27584人，女性25511人；0—6岁人口6422人，其中男3481人，女2941人；识字率69.93%，其中男性为77.42%，女性为61.83%。